# 土田浩
土田 浩（つちだ ひろし、1931年12月10日 - 2009年8月28日）は、日本の政治家・酪農家。満洲出身。酪農学園短期大学通信課程卒。青森県六ヶ所村村長（1989年-1997年）。

## 人物
山形県立酒田東高等学校卒業後、18歳で青森県上北郡六ヶ所村の「庄内地区」に入植。酪農業を手がけ、青森県酪農協会連合会会長や庄内酪農協同組合理事長も務めた。1975年から六ヶ所村村議会議員を連続4期務め、1989年に核燃料サイクル施設の工事凍結を公約に六ヶ所村長選挙に無所属で出馬し六ヶ所村長に初当選。以後連続2期8年を務めた。村長就任後は、使用済み核燃料再処理工場など核燃料サイクル事業推進へ方針転換し、ITER（国際熱核融合実験炉）の誘致にも関わった。
3選を目指した1997年の村長選で落選し、引退。2009年8月28日、膵臓癌のため死去、77歳没。死没日をもって正六位に叙される。

## 受賞歴
- 勲五等双光旭日章（2002年）
- 正六位（2009年）